# 梁雪湄
梁雪湄（英語：Koei Leung Suet Mei，1973年4月30日—），香港女藝人，曾經是香港亞洲電視和無綫電視合約女藝員。她在1998年成為組合「電波少女」的成員，現時已較少於幕前演出，轉型為商人。

## 背景
梁雪湄早年在中山市出生，有兩名親姊，在九龍油尖旺區成長。她就讀香港布廠商會公學，為該校1985年第20屆下午校畢業生，後來入讀世界龍岡學校劉皇發中學。中學畢業一段時間後，她於1994年報讀無綫電視第7期藝員進修班，繼而加入娛樂圈。同屆同學有劉愷威、陳展鵬、吳家樂、陳彥行、張松枝等人。1998年，無綫電視為了應對亞洲電視播出的節目《亞洲小姐競選》，於是安排梁雪湄和李思蓓、任港秀、姚樂怡組成電波少女（「愛心少女」前身，現已解散），亮相綜藝節目《超級電波少女大激鬥》，但梁此後的星運平平。過往經常在電視劇內飾演問題少女，較少出演主角，曾擔任香港綜藝節目《殘酷一叮》的「殘酷大使」。
而在2000年代，梁雪湄除了演藝事業以外，還夥拍其他人士經營生意。她於2000年至2001年間曾與契媽在灣仔開設日本料理餐廳「千代日本料理」，卻在2001年結業，並轉到廣州開設時裝店，及至2008年起成為「華登星妍水療美容中心」股東。同年她為其經理人公司 Starj & Snazz娛樂（現名「澳滌娛樂」）推出的一張唱片錄製一首歌曲。2009年，梁雪湄約滿無綫電視後，便轉投亞洲電視，主要擔任節目主持，合約於2011年完結。後來，她於2013年加入香港電視網絡，亦繼續投資華星冰室，經營食肆。另外亦撰寫個人旅遊博客。

## 演出作品
*以下列表只記錄梁雪湄演出過的影視作品，若有遺漏，請協助補充相關資料。

### 電視劇（無綫電視）
| 首播   | 名稱            | 角色             | 備註                               |
| 1994年 | 女人週記II      |                  | 單元：〈知己的情人〉、〈告别霓虹〉 |
| 1994年 | 餐餐有宋家      | Mary             |                                    |
| 1995年 | O記實錄         | 髮型屋櫃面職員   |                                    |
| 1995年 | 萬里長情        | 花姑娘           |                                    |
| 1995年 | 男人四十一頭家  | 曾兆昌秘書       |                                    |
| 1995年 | 廉政英雌        | 記者             |                                    |
| 1995年 | 邊緣故事        | Peggy            |                                    |
| 1995年 | 新同居關係      | 美女             |                                    |
| 1995年 | 刑事偵緝檔案    | 陳小姐           |                                    |
| 1995年 | 真情            | 梁嘉慧           |                                    |
| 1995年 | 神鵰俠侶        | 柔兒             |                                    |
| 1995年 | 刑事偵緝檔案II  | 安老院職員       |                                    |
| 1995年 | 天降奇緣        | 葉小寶           |                                    |
| 1995年 | 娛樂插班生      | Clara            |                                    |
| 1995年 | 命轉乾坤        | 包氏實業職員     | 1994年海外推出                     |
| 1996年 | 武當張三丰        | 六韜山莊婢女     | 1995年海外推出                     |
| 1996年 | 盞鬼老豆        | 售貨員           |                                    |
| 1996年 | 江湖戀曲        |                  |                                    |
| 1996年 | 笑傲江湖        | 儀玉             |                                    |
| 1996年 | 五個醒覺的少年  | 高琪             |                                    |
| 1996年 | 900重案追兇     | Karen            |                                    |
| 1996年 | 廉政行動組      |                  |                                    |
| 1996年 | 西遊記          | 小狐             |                                    |
| 1996年 | 新上海灘        | 小曼             |                                    |
| 1996年 | 天降財神        | Mary             |                                    |
| 1997年 | 樂壇插班生      | 吉               |                                    |
| 1997年 | 刑事偵緝檔案III | 梁小麗           |                                    |
| 1997年 | 鑑證實錄        | 孔永君           |                                    |
| 1997年 | 保護證人組      | 陳如意           |                                    |
| 1997年 | 美味天王        | 電視台主持       |                                    |
| 1997年 | 廉政追緝令      | 小莉             |                                    |
| 1997年 | 難兄難弟        | 主持             |                                    |
| 1997年 | 苗翠花          | 湘兒             |                                    |
| 1998年 | 陀槍師姐        | 陳四喜           |                                    |
| 1998年 | 掃黃先鋒        | 阿玉             |                                    |
| 1998年 | 冤家宜結不宜解  | 離婚夫婦         |                                    |
| 1998年 | 西遊記（貳）    | 蜘蛛精           |                                    |
| 1998年 | 網上有情人      | Cindy            |                                    |
| 1998年 | 烈火雄心        | 沈碧霞之婚禮姊妹 |                                    |
| 1999年 | 布袋和尚        | 小蘭             |                                    |
| 1999年 | 刑事偵緝檔案IV  | 文靖             |                                    |
| 1999年 | 衝上人間        | 情侶             |                                    |
| 2000年 | 陀槍師姐II      | 陳四喜           |                                    |
| 2000年 | 生命有TAKE2     | 接待員           | 於1998年海外推出                   |
| 2000年 | 金裝四大才子    | 冬香             |                                    |
| 2001年 | 陀槍師姐III     | 陳四喜           |                                    |
| 2002年 | 談判專家        | 昌隆集團職員     |                                    |
| 2004年 | 棟篤神探        | 程情             |                                    |
| 2004年 | 陀槍師姐IV      | 陳四喜           |                                    |
| 2004年 | 御用閒人        | 畫眉             |                                    |
| 2006年 | 高朋滿座        | 張太太           |                                    |
| 2006年 | 街市的童話      | 李娟好           |                                    |
| 2007年 | 通天幹探        | 芳芳             |                                    |
| 2009年 | ID精英          | Joanna           |                                    |

### 電視劇（香港電台）
- 1997年 寫意空間 （單元：酒徒 - 劉以鬯）
- 2005年 積金創未來

### 電視電影
- 1996年 飛越校園（無綫電視）

### 電影
- 1997年 呢個乜野場
- 1999年 龍虎列傳 飾 小靈
- 1999年 龍虎列傳II：火拼天剎邪神
- 1999年 魔鬼教師 飾 Joye
- 2004年 男上女下
- 2005年 美麗酒吧 飾 Lucy

### 節目主持
無綫電視
- 1998年 麗星郵輪海陸暢遊鬥多FUN
- 2001年 麗星郵輪旅遊智多星

亞洲電視
- 2009年 師奶你好野
- 2009年至2011年 時尚生活Guide
- 2009年 通識小學堂
- 2010年至2011年 生活加油站
- 2010年 韶關曲江旅遊雜誌[18]

### 綜藝節目
無綫電視
- 1998年 超級電波少女大激鬥
- 1998年 無綫超經典要賽
- 1998年 海陸暢遊鬥多FUN
- 1999年 K-100（吉隆坡火紅火綠水陸大決戰）[19]
- 1999年 東華愛心慶歡騰
- 1999年 慈善星輝仁濟夜
- 2000年 敦煌佛蹟結善緣[20]
- 2000年 奧運大玩特玩[21]
- 2000年 萬眾同心公益金[22]
- 2000年 歡樂今宵[23]
- 2001年 旅遊真的感受
- 2002年 吾係獎門人
- 2002年 週日小人類
- 2002年 智在必得（第一輯）
- 2003年 智在必得（第二輯）
- 2003年 好玩熱點非常遊
- 2005年 繼續無敵獎門人
- 2005年 殘酷一叮
- 2006年 瀛珍大作戰
- 2006年 遊戲天王
- 2007年 星級廚房
- 2016年 搵食飯團

其他
- 2016年 晚吹 - 總有一隻喺左近（ViuTV）
- 2018年 百萬富翁（亞洲電視數碼媒體）[17]
- 2018年 晚吹- 喵喵喵（ViuTV）

### 音樂錄像
- 李克勤《留多一分鐘》
- 謝霆鋒《如果只得一星期》
- 許志安《二人行一日後》
- 蘇永康《其實我很擔心》

## 廣告代言
- 「Screenface美容院」代言人[24]
- 「Image Ambassador」 商品代言人
- 「星妍美容中心」瘦身、美容代言人[25]

## 外部連結
- 梁雪湄的Facebook專頁
- 梁雪湄的Instagram帳戶
- 梁雪湄的新浪微博
- 梁雪湄在香港影庫上的簡介
- 梁雪湄在时光网上的簡介（简体中文）